# Мускатний горіх (прянощі)

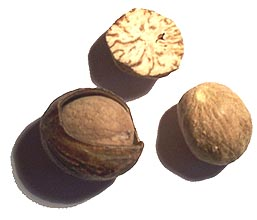
Мускатний горіх

Мускатний горіх (лат. Semen Myristicae, Nux Moschata) — пряність, плід рослини мускатник духмяний (Myristica fragrans); іноді до них відносять і плоди інших рослин роду Мускатник (Myristica). Насіння мускатника і висушене насіння (мацис) мають пекуче-пряний смак і своєрідний аромат. Мускатний горіх використовують в кулінарії та харчовій промисловості, а також для отримання ефірних олій, що застосовуються в медицині, парфумерії, ароматерапії та тютюновому виробництві.

## Склад
До складу мускатного горіха входять: елеміцин — 0,35 %, міристицин — 1,05 %, сафрол — 0,195 %, метилевгенол — 0,09 %, метилізоевгенол — 0,055 %.

## Вплив на психіку та токсичність
У невеликих кількостях мускатний горіх не викликає помітних фізіологічних чи неврологічних реакцій, але у великих дозах свіжомелені сирі ядра мускатного горіха (а також його олія) можуть мати психоактивну дію, яка, пов'язана з антихолінергічними механізмами, що приписують міристицину та елеміцину.
Міристицин — інгібітор МАО (моноамінооксидази) і психоактивна речовина, яка може викликати судоми, прискорене серцебиття, нудоту, зневоднення, генералізований біль при вживанні у великих кількостях.
Отруєння мускатним горіхом відбувається при випадковому вживанні дітьми, а також при навмисному рекреаційному використанні.
Вживання мускатного горіха може підвищувати рівень ендоканабіоїдів, таких як анандамід, 2-AG, або затримувати їх розкладання за рахунок інгібування FAAH (гідролази амідів жирних кислот).
Прояви інтоксикації мускатним горіхом можуть значно відрізнятися у різних пацієнтів і можуть включати делірій, занепокоєння, сплутаність свідомості, головний біль, нудоту, запаморочення, сухість у роті, подразнення очей та амнезію. Інтоксикація може досягати максимуму протягом кількох годин, ефекти можуть повністю вирішуватися протягом 24 годин, але іноді тривають протягом декількох днів. У ряді описаних випадків отруєння мускатним горіхом рутинні лабораторні тести не дозволяли виявити в сечі пацієнтів типові наркотичні речовини, при цьому загальний аналіз крові та розширена метаболічна панель не відображали серйозних змін.
За даними деяких дослідників, токсична доза мускатного горіха може становити 2-3 чайні ложки (приблизно 10-15 г).
У поодиноких випадках передозування мускатного горіха може призвести до смерті, особливо якщо він поєднується з препаратами.
Управління механізмами (у тому числі автомобілем) під впливом мускатного горіха може бути схожим на керування у стані алкогольного сп'яніння і може збільшувати ризик ДТП, травм і навіть смерті.